# 淞滬警備司令部
淞沪警备司令部是中華民國上海市的一個軍事機構，先后下设办公室、参谋处、副官处、外事处、交通处、军法处、稽查处、军需处、人事科、会计室、特务团、装甲汽车连、通讯兵连、军乐队等内部机构。杨虎、白崇禧、钱大钧、熊式辉、戴戟、吴铁城、李及兰、宣铁吾先后出任该司令部司令一职。
該機構成立于1927年3月，總部位於現今的龍華烈士陵園。同年9月改為淞沪卫戍司令部，1928年4月又改为淞沪警备司令部。1937年11月，上海被日本佔領後，淞沪警备司令部撤銷。
中國抗日戰爭胜利后，淞沪警备总司令部于1945年8月16日在重庆成立，1945年9月上旬迁沪，驻北四川路（今東江湾路1号日本海军特别陆战队司令部旧址）。总司令錢大鈞上将、副总司令李及兰中将（后升任总司令）。
1946年6月，缩编为淞沪警备司令部。宣铁吾中将接任司令，副司令杨步飞中将，少将参谋长谭煜麟，少将副参谋长傅扬诚，少将高参俞墉、张柏亭
- 办公室：掌握文书、译电等，主任由副参谋长兼任，秘书二人及副官等官佐共15人。
- 参谋处：掌握动员、警备、情报、教育、交通、通信、军械及其他业务
- 副官处：掌握交际、卫生、车辆、军需、庶务、外交、传达等业务、检诊所、传达排、汽车排
- 军法处：掌握审判、侦察等有关军法事宜。隶看守所
- 稽查处；掌握国际间谍活动，侦缉违禁物品，调查社会动态等有关查缉事务
  - 电讯监察科（电监科） 1948年11月，抽调破获“北平共谍案”有功的“金耳朵”叶丹秋到上海升任中校督察，又从天津调来了王庆生等谍报员加强侦测力量。1948年12月29日深夜（12月30日凌晨），叶丹秋带人闯入住宅逮捕了正在发报的李白。
- 直辖特务连、通信连、军乐队等

1949年，司令陈大庆（京沪杭警备总司令部副总司令兼），隶属京沪杭警备总司令部，辖第37、第52、第75军。吴松要塞。在江防战役中，该司令部担任苏州至上海地段的防御任务。下轄部隊在上海战役中被消滅。
1949年5月，被中国人民解放军接管。